# The Chronicles of Riddick: Pitch Black
Pitch Black of The Chronicles of Riddick: Pitch Black is een Amerikaanse sciencefiction/horrorfilm van regisseur David Twohy uit 2000. De hoofdrol wordt gespeeld door Vin Diesel.

## Korte samenvatting
Een ruimteschip met aan boord onder andere de gevaarlijke crimineel Riddick (Vin Diesel) maakt een noodlanding op een verlaten woestijnplaneet. Het groepje overlevenden zoekt een veilig onderkomen, maar dan valt de nacht en wordt het stikdonker - pitch black. En de planeet blijkt minder verlaten dan gedacht.

## Verhaal
Het ruimte-transportschip Hunter-Gratzner is onderweg naar het Tangiers-stelsel wanneer het terechtkomt in een meteoor-regen. De 40-koppige bemanning is op dat moment in cryo-slaap, in diepbevroren toestand. Een aantal meteoorfragmenten doorboort het schip, en daarmee ook de in vriestoestand verkerende kapitein. Het schip reanimeert vervolgens automatisch de rest van de bemanning die een noodlandingprocedure moet inzetten op de dichtstbijzijnde planeet. Carolyn Fry (Radha Mitchell) moet nu als plaatsvervangende kapitein de noodlanding inzetten. Het schip stort zo goed als neer op de planeet en het merendeel van de bemanning komt daarbij om het leven.
De overlevenden zijn (naast Carolyn Fry) onder andere huurling William J. Johns (Cole Hauser), de imam Abu al-Walid (Keith David), antiekhandelaar Paris P. Ogilvie (Lewis Fitz-Gerald), de van huis weggelopen Jack (Rhiana Griffith), pionier John 'Zeke' Ezekiel (John Moore) en zijn geliefde Sharon 'Shazza' Montgomery (Claudia Black). Dan is er nog Richard B. Riddick (Vin Diesel), een ontsnapte (en weer opgepakte) gevaarlijke crimineel die vastgebonden zit, aan boord van de resten van het ruimteschip. Het groepje probeert nu te overleven op de woestijnachtige planeet en gaat daarvoor op onderzoek uit. Intussen weet Riddick te ontsnappen, maar hij blijft in de buurt.
Er wordt een soort termietheuvels ontdekt op de planeet. Bij nader onderzoek wordt duidelijk dat er vleesetende wezens onder de heuvels huizen die het daglicht letterlijk en figuurlijk niet kunnen verdragen.
Het groepje ontdekt een verlaten geologenkamp dat zeer plotseling verlaten lijkt. In het geologenkamp staat een shuttle, maar deze mist nog vier brandstofcellen. Verder treffen ze er een nog bruikbaar wagentje op zonne-energie aan. Wanneer een van hen (het jongetje Ali, gespeeld door Firass Dirani) wordt verslonden door een zwerm vraatzuchtige vleermuisachtigen wordt duidelijk wat het lot van de geologen geweest is en dat dit een vijandige planeet is. Ze besluiten de vluchtgevaarlijke Riddick te betrekken bij de survivaltocht en deze stemt met tegenzin toe. Ondanks zijn criminele achtergrond is Riddick een meester in overleven, niet het minst vanwege zijn zilverkleurige ogen die chirurgisch zodanig zijn aangepast dat hij kan zien in het donker.
De groep besluit om vier brandstofcellen te gaan halen uit het gestrande ruimtschip om met de shuttle de planeet te kunnen verlaten. Maar eenmaal bij het ruimteschip aangekomen begint de duisternis te vallen. Berekeningen hebben uitgewezen dat dit een unieke gebeurtenis is die precies eens in de 22 jaar gebeurt, en dat moment is nu. Bij het vallende duister ziet Riddick met zijn versterkte ogen hoe de aliens massaal tevoorschijn komen uit de grond, op zoek naar vlees.
Langzaam wordt het aardedonker: pitch black.
Nu moet de groep rennen voor hun leven en proberen de shuttle op tijd te bereiken. Omdat het wagentje op zonne-energie niet bruikbaar is in het donker moeten ze te voet verder terwijl ze de vier brandstofcellen van 35 kg elk meetrekken op een soort slee. Het wordt een kat-en-muis-spel met aan de ene kant de aliens die niet tegen licht kunnen, maar zich oriënteren via echolocatie, en aan de andere kant de overlevenden die nog een paar lampen over hebben waarmee ze de monsters op afstand kunnen houden. Riddick heeft met zijn nachtzicht en bijzondere overlevingsgaven een streepje voor, en weet tijdens de vlucht de groep meerdere malen te redden van een wisse dood. Desondanks wordt de een na de ander afgeslacht door de monsters, totdat slechts Riddick, "Jack" en de imam over zijn. Zij weten te ontsnappen aan de klauwen van de monsters en verlaten de planeet met de overgebleven shuttle.

## Rolverdeling
| Acteur            | Personage                   |
| ----------------- | --------------------------- |
| Vin Diesel        | Richard B. Riddick          |
| Radha Mitchell    | Carolyn Fry                 |
| Cole Hauser       | William J. Johns            |
| Keith David       | Abu 'Imam' al-Walid         |
| Lewis Fitz-Gerald | Paris P. Ogilvie            |
| Claudia Black     | Sharon 'Shazza' Montgomery  |
| Rhiana Griffith   | Jack/Jackie                 |
| John Moore        | John 'Zeke' Ezekiel         |
| Simon Burke       | Greg Owens                  |
| Les Chantery      | Suleiman                    |
| Sam Sari          | Hassan                      |
| Firass Dirani     | Ali                         |
| Ric Anderson      | Vreemdeling                 |
| Vic Wilson        | Kapitein Tom Mitchell       |
| Angela Moore      | Overleden scheepsmaat       |
| Peter Chiang      | Diepgevroren ruimtereiziger |
| Ken Twohy         | Diepgevroren ruimtereiziger |